# Glycosmis petelotii
Glycosmis petelotii là một loài thực vật có hoa trong họ Cửu lý hương. Loài này được Guillaumin mô tả khoa học đầu tiên năm 1945.